# Margery Jourdemayne
Margery Jourdemayne, més coneguda com the Witch of Eye Next Westminster (la bruixa de l'ull al costat de Westminster), (1400 - Smithfield, 27 d'octubre de 1441) fou una dona anglesa acusada de bruixeria i condemnada a ser cremada a la foguera.